# Langschwanz-Geisterpfeifenfisch
Der Langschwanz-Geisterpfeifenfisch (Solenostomus armatus) ist die seltenste Art aus der Familie der Geisterpfeifenfische (Solenostomidae). Er ist nur von wenigen Orten aus dem tropischen westlichen Pazifik, darunter die Arafurasee und die Fidschiinseln bekannt.

## Merkmale
Der Langschwanz-Geisterpfeifenfisch wird sechs bis zwölf Zentimeter lang. Er besitzt eine auffällige, lang ausgezogene, röhrenförmige Schnauze. Sein Körper ist durch insgesamt 33 bis 35 Knochenplatten gepanzert. Die Wirbelzahl liegt bei 32 bis 33. Die erste Rückenflosse wird von fünf Flossenstacheln gestützt, die zweite, wie auch die Afterflosse, von 20 bis 22 Weichstrahlen. Der Schwanzflossenstiel und die Schwanzflosse sind lang. Farbe und Muster der Tiere sind variabel, dunkelfarbene zeigen oft netzartige gelbe oder orange Flecken auf einer dunkelroten Grundfarbe, helle Langschwanz-Geisterpfeifenfisch sind gelb bis beige mit einigen dunklen Flecken. Zwischen erstem und drittem Flossenstachel der ersten Rückenflosse befinden sich zwei große schwarze Flecken. 

## Lebensweise
Langschwanz-Geisterpfeifenfische leben standorttreu über schlammigen Böden in Tiefen bis 95 Metern. Wie bei allen Geisterpfeifenfischen tragen die Weibchen ihren Laich in einer Bruttasche, die sie aus den aneinandergepressten Bauchflossen formen, mit sich herum.